# フロリダマミズヨコエビ
フロリダマミズヨコエビ（学名：Crangonyx floridanus）は、端脚目マミズヨコエビ科に分類されるヨコエビの一種。

## 分布
アメリカ南東部を原産地とする。記載地はフロリダ州ハイランド郡である。
アメリカの他地域（コロラド州、オレゴン州、カリフォルニア州）、日本（本州、四国、九州）に導入されて定着している。日本での初記録は、1989年に古利根沼から利根川に流れる河川から見つかった個体である。分布が確認されている地域は28都道府県におよぶ。

## 特徴
体長約4-8mm。ニッポンヨコエビなど他の種とは、第1触角副鞭が2節である点で区別できる。また、胸鰓はあるが、副鰓はみられず、第3尾肢の尾節板は切れ込まない。
河川中・下流域のやや汚濁した環境や、25℃を超える水温でも生息ができる。